# پتاسیم برمید
پتاسیم برمید با فرمول شیمیایی KBr، یکی از ترکیبات یونی پتاسیم می‌باشد.

## کاربردها به عنوان دارو
در اواخر قرن نوزدهم و اوایل قرن بیستم، از این نمک به‌طور گسترده‌ای به عنوان داروی ضد تشنج و آرام‌بخش استفاده می‌شد. بیشترین استفاده آن در ایالات متحده آمریکا و تا سال ۱۹۷۵ بود. تأثیر دارویی آن به علت وجود یون برمید (سدیم برمید نیز به همان اندازه مؤثر) است.

## شایعاتی بعنوان کاربرد در ارتش امریکا
بروز اختلالات جنسی در میان سربازان ارتش امریکا در طی سال های 2002 تا 2006 به استفاده از پتاسیم برمید نسبت داده شده است.

## در دامپزشکی
برمید پتاسیم در حال حاضر به عنوان یک داروی دامپزشکی مورد استفاده می‌باشد و به عنوان یک داروی ضد صرع برای سگ‌ها و گربه‌ها تجویز می‌شود.

## در عکاسی
برمید پتاسیم، یک نمک یونی معمولی است PH آن نزدیک به ۷ می‌باشد. از پتاسیم برمید به عنوان یک منبع یون برمید، برای واکنشِ ساخت نقره برمید در تهیه و ساخت فیلم عکاسی استفاده می‌شود. واکنش آن به قرار زیر است:
KBr + AgNO3 → AgBr + KNO3